# Formicium
Formicium es un género extinto de hormigas gigantes de la familia Formicidae y de la subfamilia extinta Formiciinae. El género contiene actualmente tres especies: Formicium berryi, Formicium brodiei y Formicium mirabile. Las tres especies han sido descritas de yacimientos del Eoceno.
El género Formicium fue establecido por primera vez por el paleontólogo y arqueólogo John O. Westwood en 1854. Originalmente fue descrito con base en alas delanteras aisladas de reinas y machos. Las obreras fueron descritas más tarde con base en fósiles alemanes. Hasta 2011 el género incluía cinco especies, pero las dos especies alemanas han sido movidas a otro género, Titanomyrma, como T. giganteum y T. simillimum respectivamente.